# Máfico

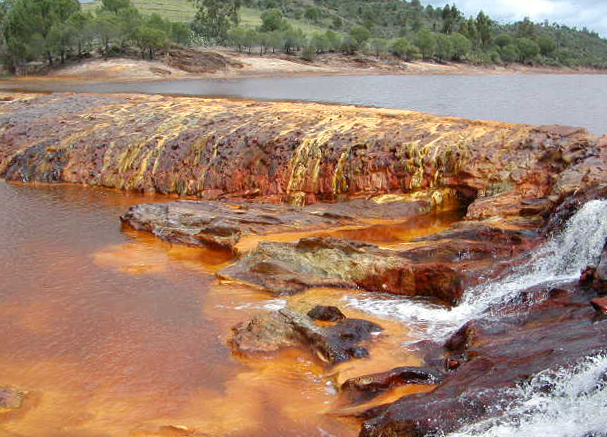
Rocas con contenido de hierro suficiente como para colorear la corriente de agua.

Máfico es un adjetivo que se aplica a un silicato o roca que es rico en magnesio y hierro. La palabra deriva de la contracción de "magnesio" y "férrico". La mayoría de los minerales máficos son de color oscuro y su densidad relativa es mayor que 3. Son ejemplos de minerales máficos el olivino, el piroxeno, el anfibol y la biotita. Son rocas máficas el basalto y el gabro.
Los minerales y rocas máficas guardan relación con los tradicionalmente llamados básicos. Son característicos de la corteza oceánica y la parte inferior (en contacto con el manto) de la corteza continental.